# Médaille Carl von Ossietzky

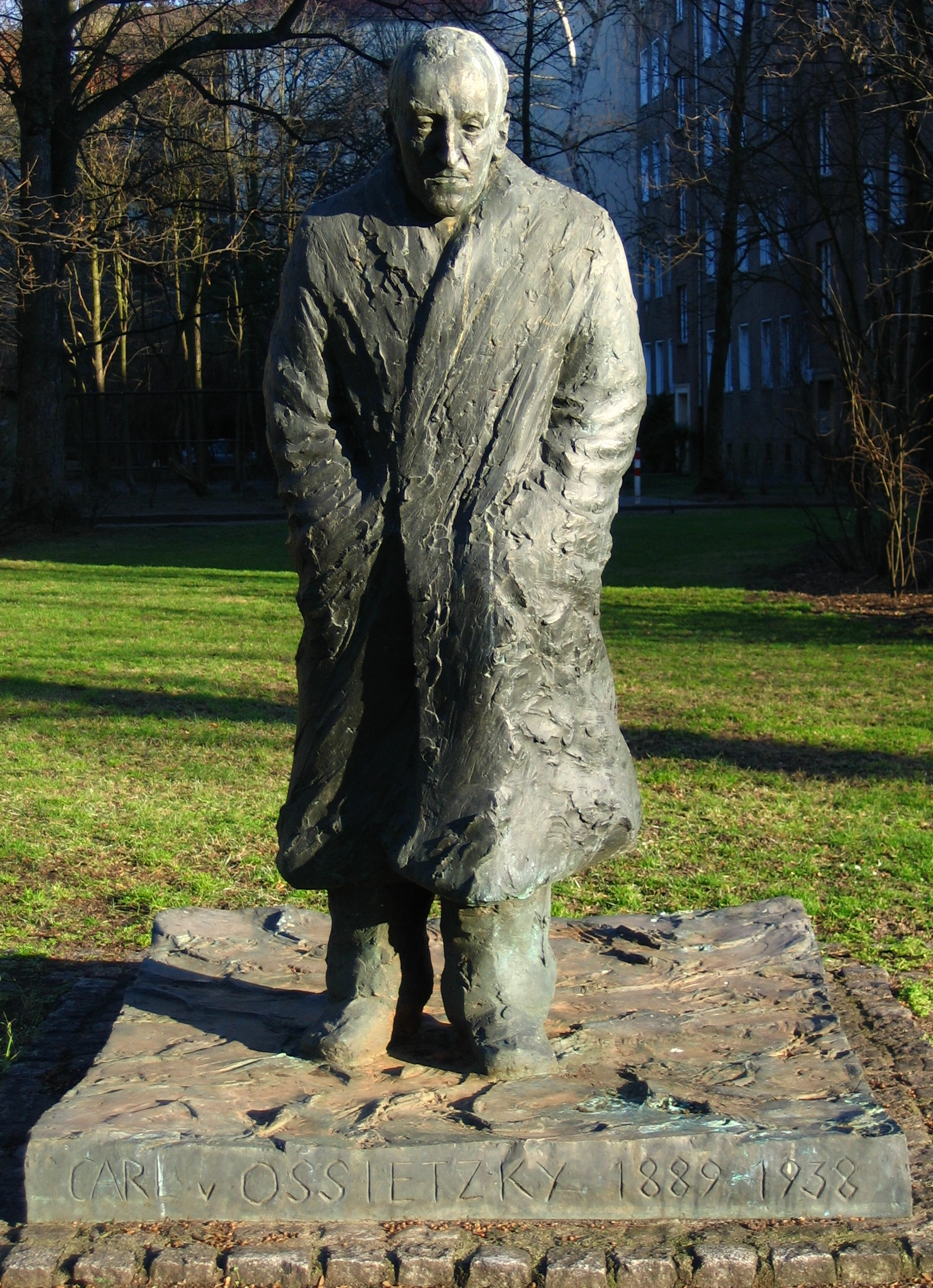
Monument Carl von Ossietzky dans la rue Ossietzky à Berlin.

La Médaille Carl von Ossietzky est attribuée chaque année depuis 1962 par la Ligue internationale des droits de l'homme à des citoyens ou des initiatives qui font avancer les droits fondamentaux.
La distinction porte le nom de Carl von Ossietzky, lauréat du Prix Nobel de la paix. Ce pacifiste militant des droits de l'Homme est mort en 1938 des suites de sa détention en camp de concentration nazi.

## Lauréats
- 2020 Otfried Nassauer
- 2018 Leyla Îmret et Ottmar Miles-Paul
- 2016 SOS Méditerranée et Kai Wiedenhöfer
- 2014 Edward Snowden, Laura Poitras et Glenn Greenwald
- 2012 Peter Lilienthal
- 2010 Mordechai Vanunu[1]
- 2009 Mouctar Bah[2] et Stefan Schmidt, capitaine du bateau Cap Anamur[3]
- 2008 Anarchistes contre le mur, Israël, et Comité Populaire de Bil'in, Palestine
- 2007 Service d'aide judiciaire pendant les protestations contre le sommet du G8 à Heiligendamm
- 2006 Bernhard Docke, avocat de l'ex-prisonnier de Guantánamo Murat Kurnaz, et Florian Pfaff, major de la Bundeswehr qui a refusé de participer (indirectement) à la guerre en Irak
- 2005 Mechthild Niesen-Bolm et Inge Wannagat et le centre d'aide et de loisirs "Die Arche"" à Berlin
- 2004 Percy MacLean, Esther Bejarano, Peter Gingold et Martin Löwenberg
- 2003 Gerit von Leitner et l'initiative citoyenne FREIe HEIDe
- 2002 Eberhard Radczuweit et Marina Schubarth pour leur travail chez "KONTAKTE-KOHTAKTbI e.V., association pour les contacts avec les pays de l'ex Union soviétique"
- 2001 Communauté de travail œcuménique fédérale Asyl in der Kirche (Asile dans l'église)
- 2000 Initiative pour les fugitifs de Brandenbourg, Verein Opferperspektive et Frank Jansen, rédacteur du Tagesspiegel
- 1999 Simin Behbahani et Monireh Baradaran
- 1998 Madjiguène Cissé et les Collectifs des sans-papier
- 1997 Hannes Heer pour l'équipe de l'exposition Vernichtungskrieg. Verbrechen der Wehrmacht 1941 bis 1944 (Guerre d'extermination. Crimes de la Wehrmacht de 1941 à 1944)
- 1996 Les femmes du samedi d'Istanbul
- 1995 Jacob Finci pour La Benevolencija; Hans Koschnick
- 1994 Volker Ludwig et le Théâtre GRIPS de  Berlin
- 1993 Aziz Nesin; Karl Finke
- 1992 Wolfgang Richter; Thomas Euting, Dietmar Schumann, Thomas Höper, Jürgen Podzkiewitz, Jochen Schmidt - rédaction de la ZDF (Kennzeichen D)
- 1991 Liselotte Funcke
- 1990 Konrad Weiß, metteur en scène
- 1989 Antje Vollmer, Friedrich Schorlemmer
- 1988 Klaus Bednarz
- 1987 Eberhard Carl, Eckart Rottka, Imme Storsberg - Avocats pour la paix
- 1986 Erich Fried
- 1985 Lea Rosh
- 1984 Günter Wallraff
- 1983 Heinz Brandt; Martin Niemöller
- 1982 William Borm
- 1981 Gert Bastian
- 1980 Ingeborg Drewitz
- 1979 Fritz Eberhard; Axel Eggebrecht
- 1978 Rudolf Bahro
- 1977 Willi Bleicher; Dr Helmut Simon
- 1976 Betty Williams, Mairead Corrigan, Ciaran McKeown pour  Peace People, Irlande
- 1975 Heinrich Albertz
- 1974 Heinrich Böll
- 1973 Helmut Gollwitzer
- 1972 Carola Stern - Amnesty International
- 1971 Walter Schulze pour le cercle de travail international Sonnenberg
- 1970 Walter Fabian
- 1969 Robert Kempner
- 1968 Kai Hermann
- 1967 Günter Grass
- 1966 Fritz von Unruh
- 1965 Heinrich Grüber
- 1964 Joseph Wulf
- 1963 Rudolf Küstermeier
- 1962 Otto Lehmann-Rußbüldt